# Biblia jerozolimska
Biblia jerozolimska (fr. La Bible de Jérusalem) – francuski katolicki przekład Biblii, a jednocześnie nazwa popularnego wydania Biblii w różnych językach zawierającego przypisy egzegezy katolickiej z wersji francuskiej.
Był to pierwszy katolicki przekład Pisma Świętego dokonany z języków oryginalnych.

## Przekład francuski i jego wpływ
Pierwsze wydanie ukazujące się w latach 1948–1954 w formie zeszytów koordynował Thomas-Georges Chifflot OP. Obecnie kolejne wydania przygotowują egzegeci z dominikańskiej szkoły biblijnej z Jerozolimy (École biblique et archéologique française de Jérusalem). W 1956 ukazało się pierwsze wydanie jednotomowe. Kolejne wydania wychodziły w latach 1973 i 1998.
Biblia jerozolimska była pierwszym w Kościele rzymskokatolickim nowoczesnym przekładem Pisma Świętego z języków oryginalnych. Dlatego metody pracy francuskich biblistów były szeroko wykorzystywane poza francuskim obszarem językowym.
Ks. Eugeniusz Dąbrowski pisał o przemożnym wpływie Biblii jerozolimskiej na pierwsze wydanie polskiej Biblii Tysiąclecia. Według Dąbrowskiego wiele fragmentów Starego Testamentu przetłumaczono nie z hebrajskiego, a właśnie z francuskiego. Na dodatek, tłumacze czasami nie znali na tyle języka francuskiego, aby poprawnie przełożyć niektóre wieloznaczne terminy francuskie na język polski. Dąbrowski podaje przykład z księgi Ezechiela. Nagłówek w rozdziale 3 tej księgi: „Avant le siège de Jérusalem” został przetłumaczony jako „Przed stolicą w Jerozolimie”, podczas gdy znaczy naprawdę „Przed oblężeniem Jerozolimy”. Krytyka ta dotyczy jednak tylko pierwszego wydania Biblii Tysiąclecia, w następnych (począwszy od drugiego) nastąpiły znaczne zmiany.

## Wydania międzynarodowe
Przypisy, komentarze oraz wstępy do poszczególnych ksiąg zawarte w Biblii jerozolimskiej uznane są za wzorcowe dla katolickiej egzegezy. Te właśnie komentarze tłumaczone są na wiele języków, m.in. włoski, hiszpański czy angielski. Również podział narodowych przekładów: śródtytuły, kolejność ksiąg – dostosowuje się do tych z Biblii jerozolimskiej. Wykorzystuje się też bogate marginalia, które zawierają odnośniki do innych miejsc biblijnych.
Angielskie wydanie Biblii jerozolimskiej (1966) charakteryzowało się literackim stylem przekładu. Jednym z tłumaczy był J.R.R. Tolkien, który przełożył m.in. Księgę Jonasza. Jerusalem Bible i New Jerusalem Bible posiadają w treści Starego Testamentu imię Boga w formie Yahweh w 6823 miejscach Starego Testamentu, zgodnie z hebrajskim tekstem zawierającym tetragram YHWH. Nowe, ważne w środowiskach katolickich wydanie tego przekładu – New Jerusalem Bible zostało opublikowane w 1985. Jest to wciąż jeden z niewielu współczesnych katolickich przekładów Biblii na język angielski. Publikowane są też „Reader's Edition” ze zredukowanymi przypisami.
Po francuskim przekładzie (La Bible de Jérusalem) z roku 1956 ukazały się: angielska The Jerusalem Bible (1966), niemiecka Jerusalemer Bibel (1968), włoska Bibbia di Gerusalemme (1974), hiszpańska Biblia de Jerusalén (1974), portugalska Bíblia de Jerusalém (1981), polska Biblia jerozolimska (2006), czeska Jeruzalémská bible (2009), czy słowacka Sväté písmo – Jeruzalemská Biblia (2013). 

### Biblia jerozolimska w Polsce

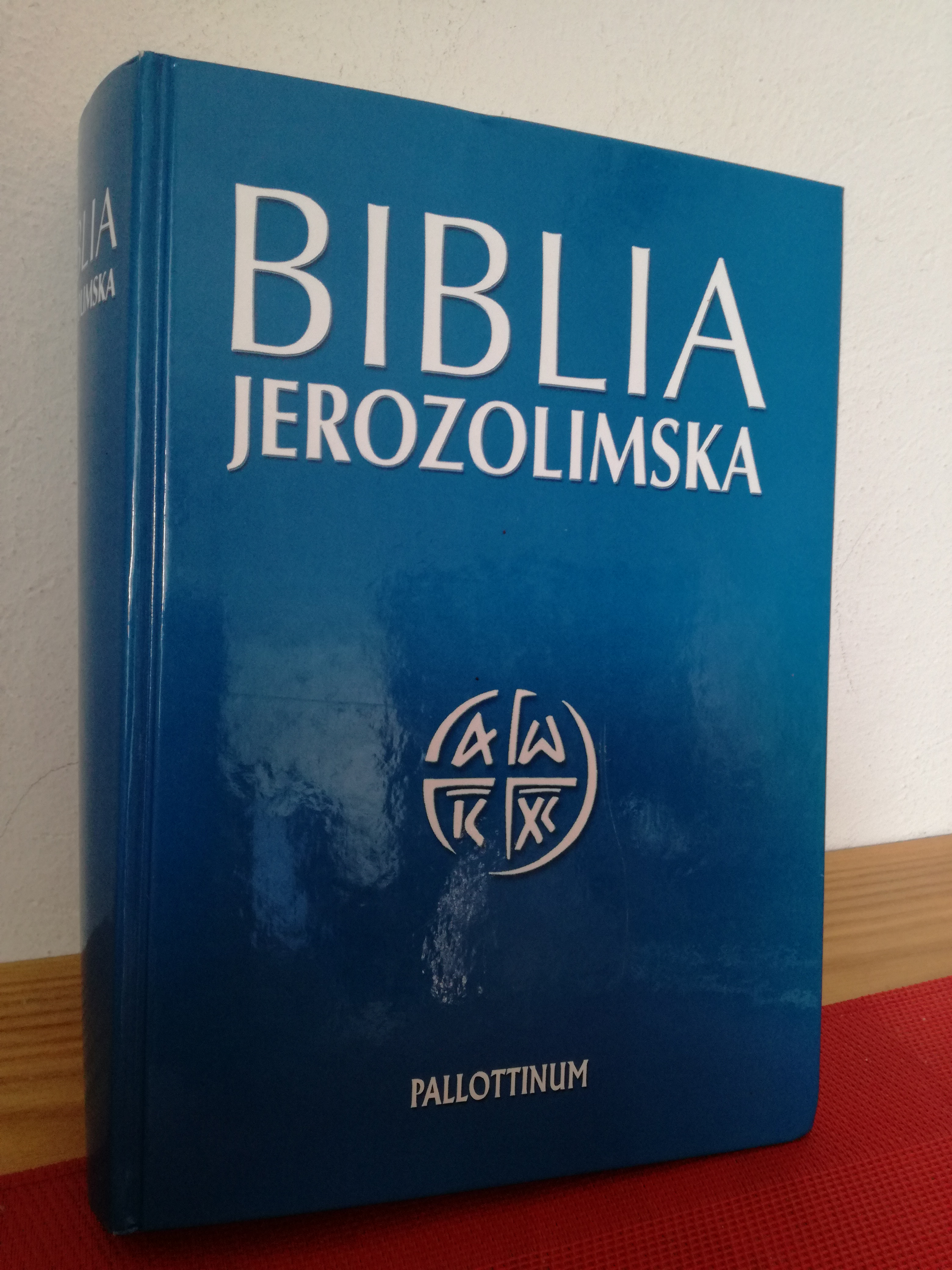
Polska edycja Biblii jerozolimskiej.

W Polsce od lat 80. Biblia jerozolimska była szeroko wykorzystywana przez wspólnoty Drogi Neokatechumenalnej, której inicjatorem w Polsce był ks. Alfred Cholewiński. Ważnym elementem tych wspólnot jest modlitwa przy użyciu odnośników biblijnych, tzw. skrutacja, zaś spośród przekładów katolickich Biblia jerozolimska zawiera najwięcej odnośników biblijnych. Z braku polskiego wydania stosowano wydania włoskie, francuskie lub hiszpańskie.
W latach 80. ks. Alfred Cholewiński (zm. 1988) przełożył same przypisy (od Księgi Rodzaju do Jeremiasza). W 1991 w Lublinie wydana została Księga Psalmów z komentarzami i marginaliami z Biblii jerozolimskiej. W 1992 w Gnieźnie wydano komentarze i marginalia do czterech Ewangelii w przekładzie ks. Zbigniewa Kiernikowskiego (od 2002 biskupa).
Pełne polskie wydanie Biblii jerozolimskiej ukazało się dopiero w 2006. Wprowadzenia, przypisy, odnośniki biblijne oraz podtytuły pochodzą z wydania La Bible de Jérusalem (Paryż 1996), natomiast sam tekst biblijny bazuje na V wydaniu Biblii Tysiąclecia. Nie tworzono zatem nowego przekładu, przełożono jedynie dodatkowe materiały. Początkowo tłumaczył je zespół pod kierownictwem ks. Alfreda Cholewińskiego, a po jego śmierci w 1988, bp. Zbigniewa Kiernikowskiego. Prace koordynował ks. Krzysztof Sarzała.

### Niektóre rozwiązania tekstowe The New Jerusalem Bible
Wersja angielska New Jerusalem Bible, a wraz z nią inne edycje odbiega miejscami od dosłowności hebrajskiego tekstu. Przykładem może być Psalm 2:7, w którym to czytamy: „I fathered you” (tzn. Ja stałem się twoim Ojcem) zamiast popularnego „I have begotten you” (tzn. Ja urodziłem ciebie). Znaczenie hebrajskiego zwrotu „jalad”, który został użyty w Psalmie 2:7 oznacza „urodzić” i jest bardziej zgodne z egzegezą znaczenia tego zwrotu zastosowanego potem wobec Jezusa. Jezus bowiem długo przed tekstem z Dziejów Apostolskich 13:33, gdzie został użyty grecki odpowiednik tego słowa nazywał Boga swoim Ojcem (Mat 6:9), i zastosowanie do niego zwrotu „fathered”, jakkolwiek czasem tłumaczonego na polskie „zrodzić” może spowodować małe zamieszanie.
Dość nietypowym rozwiązaniem New Jerusalem Bible jest także tłumaczenie księgi Rodzaju 1:2, gdzie czytamy „divine wind” (boski wiatr), w miejsce popularnego „Duch Boży” (BT; Bw). Nie jest to jednak błąd, ale wersja na jaką zdecydowali się tłumacze katoliccy, poszerzając w ten sposób rozumienie hebrajskiego tekstu.
Ciekawym rozwiązaniem lingwistycznym New Jerusalem Bible jest zawarta we fragmencie z księgi Rodzaju 19:24 fraza „Then Yahweh rained” (Wtedy Jahwe spuścił). Tekst dosłowny bowiem, a za nim Biblia Tysiąclecia podaje: „and Yahweh he caused to rain... from Yahweh” (Jahwe spuścił deszcz...od Jahwe). Tłumacze New Jerusalem Bible dobrze zrozumieli semicki dopisek „od Jahwe”, i nie wstawiając go, wyprowadzili czytelnika z błędu, że może tam chodzić o dwie postacie Jahwe. Jest to dość poważny wkład w teologię tego tekstu.